# Ahuihuiyuco
Ahuihuiyuco är en ort i Mexiko.   Den ligger i kommunen Chilapa de Álvarez och delstaten Guerrero, i den södra delen av landet, 200 km söder om huvudstaden Mexico City. Ahuihuiyuco ligger 1 653 meter över havet och antalet invånare är 1 320.
Terrängen runt Ahuihuiyuco är kuperad. Runt Ahuihuiyuco är det ganska glesbefolkat, med 42 invånare per kvadratkilometer. Närmaste större samhälle är Chilapa de Alvarez, 6,6 km sydost om Ahuihuiyuco. Omgivningarna runt Ahuihuiyuco är en mosaik av jordbruksmark och naturlig växtlighet.